# قطعنامه ۱۸۵۸ شورای امنیت
قطعنامه ۱۸۵۸ شورای امنیت سازمان ملل متحد که در تاریخ ۲۲ دسامبر ۲۰۰۸ تصویب شد، سندی بین‌المللی دربارهٔ بررسی وضعیت در بوروندی است. این قطعنامه طی نشست ۶۰۵۷ام با ۱۵ رای موافق، ۰ مخالف و ۰ ممتنع تصویب شد.